# توشيرو ساساكي
توشيرو ساساكي (باليابانية: 佐左木俊郎) (14 أبريل 1900، مياغي في اليابان - 13 مارس 1933)؛ روائي ياباني.